# 伊尔姆河畔罗尔巴赫
伊尔姆河畔罗尔巴赫（德語：Rohrbach an der Ilm，官方拼作，發音：[ˈʁoːɐbax ʔan deːɐ ʔɪlm]）是德国巴伐利亚州伊尔姆河畔普法芬霍芬县的市镇，总面积29.63平方千米，2023年12月31日总人口为6,213人。